# ابراهیم عبدالغفار دسوقی
ابراهیم بن عبدالغفار دُسوقی (۱۸۱۱–۱۸۸۳م) ادیب و ویراستار مصری در سدهٔ نوزدهم میلادی/سیزدهم هجری بود. در دسوق زاده شد و در الازهر دانش آموخت. در مدرسهٔ پزشکی به عنوان ویراستار و مصحح متون به کار گمارده شد، سپس به مدرسه مهندس‌خانه منتقل گشت. او همه کتاب‌های ریاضیات که تا آن زمان به عربی برای مصر ترجمه شد را تصحیح نمود. به چاپخانهٔ بولاق منتقل شد و نیز به تصحیح پرداخت و سردبیر آنجا انتخاب شد. او را از بزرگان همیاران مترجمان در عهد اقبال به ترجمهٔ کتاب‌های اروپایی در مصر در روزگار محمدعلی پاشا می‌دانند. همچنین کتاب فضائل الخیل را نوشت. با مطبوعات الوقائع المصریه و مجله الیعسوب پزشکی همکاری داشت.